# Stelis choriantha
Stelis choriantha är en orkidéart som beskrevs av Donald Dungan Dod. Stelis choriantha ingår i släktet Stelis och familjen orkidéer. Inga underarter finns listade i Catalogue of Life.